# Février 1957

## Évènements
- Le roi Hussein de Jordanie, devant la montée des oppositions, se résigne à former un gouvernement de tendance nationaliste arabe. Le traité d’alliance avec la Grande-Bretagne est dénoncé. Glubb Pacha est renvoyé de l’armée. La Syrie, l'Égypte et l'Arabie saoudite s’engagent à subvenir aux besoins financiers du royaume.

- 3 février : 
  - Ouverture de la galerie Leo Castelli à New York qui expose des représentants du « pop art ».
  - Exposition Francis Bacon à Paris.

- 6 - 10 février : XXXIIe congrès du parti socialiste italien à Venise. Pietro Nenni poursuit sa bataille pour l’autonomie du Parti socialiste au sein de la gauche.

- 7 février : la reine Élisabeth II accorde les Armoiries des Territoires du Nord-Ouest.

- 11 février : l'Union soviétique réagit à la « doctrine Eisenhower » par le plan Chepilov. Il prévoit la résolution pacifique des conflits, la non-ingérence dans les affaires intérieures des pays arabes, la suppression des alliances militaires et des livraisons d'armes. Il propose une neutralisation de la région avec une zone d’influence soviétique. Les États-Unis refusent.

- 12 février : 
  - Le Cambodge affirme sa neutralité.
  - Restauration de la République socialiste soviétique autonome de Tchétchénie-Ingouchie. Les populations de Tchétchéno-Ingouchie, déportées au Kazakhstan après la guerre pour intelligence avec l’ennemi, sont réhabilitées et autorisées à rentrer.

- 13 février : l'OECE (future OCDE) ouvre des négociations pour une zone de libre-échange.

- 16 février : les parachutistes du colonel Marcel Bigeard capturent Larbi Ben M'hidi, coordonnateur des actions terroristes à Alger.

- 21 février : Soekarno introduit une forme de gouvernement plus autoritariste, une démocratie à l’indonésienne. Le PNI, le PKI et la Confédération syndicale SOBSI le soutiennent. Les partis musulmans et Hatta sont hostiles, car le système implique la participation des communistes au gouvernement.

- 24 février[1] : un journaliste du New York Times, Herbert Matthews, publie une série d’articles sur les rebelles cubains conduits par Fidel Castro et Che Guevara. Le régime corrompu de Batista commence à perdre ses appuis internationaux et s’en trouve affaibli. Castro compte s’assurer un sanctuaire en zone rurale et attendre les révoltes urbaines, mais le « Mouvement du 26 juillet » fait peu d’émules auprès des paysans. Le « manifeste de la Sierra Maestra », qui réclame la démocratie, des élections libres, la liberté de la presse et de terres pour les paysans (juillet), ne change rien.

- 25 février[2] : remaniement ministériel en Espagne : une équipe de technicien de l’économie (Laureano López Rodó, Alberto Ullastres, Mariano Navarro Rubio), formé par l'IESE (Institut d’études supérieures de l'entreprise de l'Opus Dei) prend les commandes, ce qui va permettre le développement espagnol (1958-1963).

## Naissances
- 2 février : Phil Barney, auteur-compositeur-interprète français.
- 3 février : Eric Lander, hercheur américain.
- 5 février : Azouz Begag, écrivain et homme politique français.
- 9 février : Jaco Van Dormael, Réalisateur et scénariste belge.
- 11 février : Colette Burgeon, femme politique belge de langue française.
- 12 février : 
  - Abid Bahri, musicien et compositeur bruxellois né au Maroc.
  - Martin Ziguélé, Premier ministre centrafricain.
- 14 février : Buzy, chanteuse française († 14 novembre 2023).
- 17 février : Loreena McKennitt, auteur-compositeur-interprète canadienne.
- 19 février : Falco, chanteur autrichien.
- 21 février : Tomás Campuzano, matador espagnol.
- 25 février : Régis Laspalès, humoriste et comédien français.
- 26 février : Yves Jacquin Depeyre, avocat, créateur d'entreprises.
- 26 février : Hervé Giraud, évêque catholique français, évêque de Soissons.
- 27 février : Michèle Rollin, réalisatrice et critique cinématographique française.
- 28 février : John Turturro, acteur américain.

## Décès
- 2 février : Valery Larbaud, écrivain français.
- 8 février : John von Neumann, mathématicien américain (° 28 décembre 1903).
- 10 février : Laura Ingalls Wilder, auteur américaine de La Petite Maison dans la prairie (° 7 février 1867).
- 16 février : Josef Hofmann, pianiste polonais naturalisé américain (° 20 janvier 1876).
- 19 février : Maurice Garin, coureur cycliste.
- 26 février : Robert Oscar Léon Falbisaner , résistant alsacien (°16 août 1889).